# 미카엘라 라마초티
미카엘라 라마초티(Micaela Ramazzotti, 1979년 1월 17일 ~ )는 이탈리아의 배우이다. 2010 다비드 디 도나텔로상 여우주연상 수상자, 나스트로 디아르젠토 여우주연상 3회 수상자이다.

## 대표 작품
- 더 퍼스트 뷰티풀 씽 (2010)
- 빅 하트 오브 걸즈 (2011)
- Posti in piedi in paradiso (2012)
- 언 이탈리안 네임 (2015)
- 라이크 크레이지 (2016)